# Marbres d'Elgin

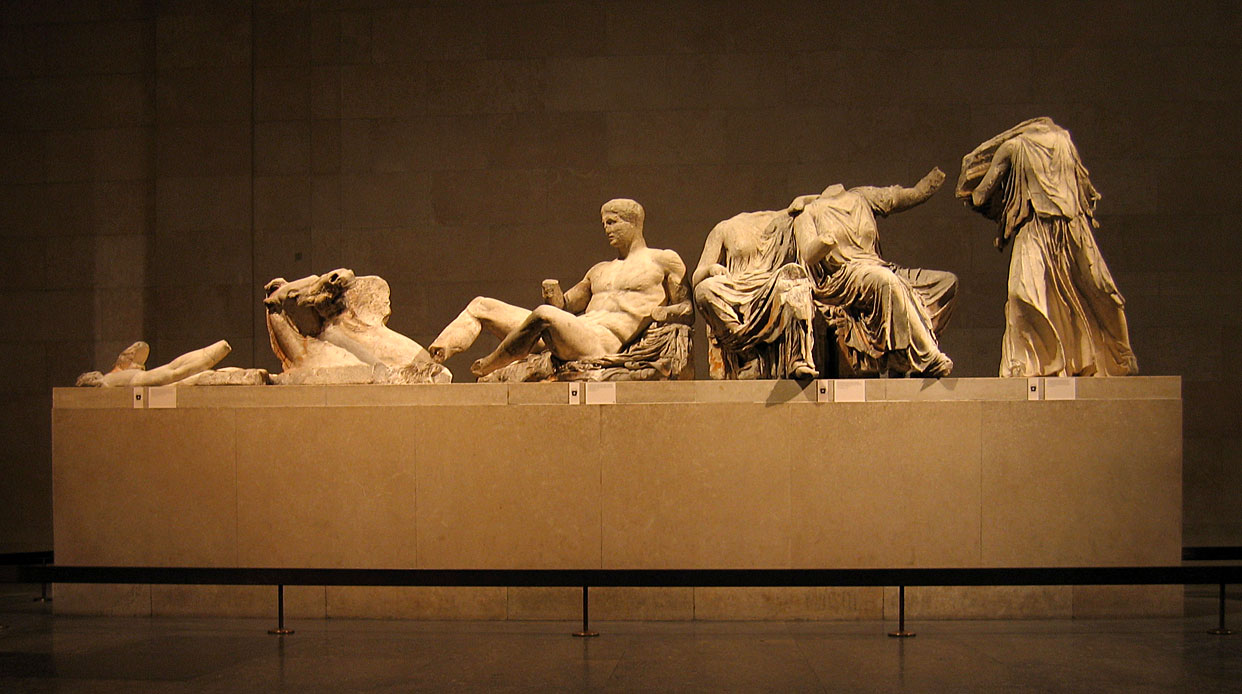
Marbres du fronton est du Parthénon au British Museum.

Les marbres du Parthénon (Γλυπτά του Παρθενώνα), ou marbres d'Elgin (grec moderne : Ελγίνεια Μάρμαρα), connus en anglais sous le nom de Elgin Marbles, sont les sculptures de marbre du Parthénon que Lord Elgin, ambassadeur britannique à Constantinople, fit envoyer à Londres en 1801-1802.
Cet ensemble de sculptures, comprenant l'essentiel de la frise, des frontons et des métopes du Parthénon, constitue l'une des pièces maîtresses du British Museum.
La Grèce en réclame depuis 1983 le rapatriement, sans succès.

## Historique
Depuis le XVIIe siècle, les Européens visitent Athènes, dans une Grèce sous domination ottomane. Les ruines du Parthénon sont alors abondamment dessinées et peintes. La sympathie pour la cause de l'indépendance grecque gagne toute l'Europe, qui s'inquiète de la conservation des monuments anciens.
En 1801, Lord Elgin, l'ambassadeur britannique à Constantinople, avait donné comme objectif à son équipe de mesurer, mouler et dessiner les antiquités athéniennes, et plus particulièrement celles sur l'Acropole. Un firman, acte de la chancellerie du grand vizir de l'Empire ottoman, était nécessaire. En juillet 1801, les troupes britannico-turques reprirent Le Caire aux Français dans la campagne d'Égypte : la Sublime Porte ne pouvait plus rien refuser à l'ambassadeur britannique. Le texte du firman fut suggéré par le chapelain de Lord Elgin, le révérend Philip Hunt. Celui-ci réclamait le droit d'entrer dans la citadelle et de dessiner et mouler les temples ; le droit d'ériger des échafaudages et de creuser partout où ils souhaiteraient découvrir les anciennes fondations ; le droit d'emmener toute sculpture ou inscription qui ne soit pas comprise dans les fortifications de la citadelle. Seule comptait l'interprétation de ce texte officiel disparu, long et ambigu, dont la seule trace est un document traduit en italien. Le révérend Hunt sut imposer sa version au disdar, gouverneur militaire d'Athènes.
Louis-François-Sébastien Fauvel, représentant de la France, était le seul à pouvoir s'opposer aux Britanniques, par la grande influence qu'il exerçait à Athènes, dans la petite guerre diplomatique et archéologique qui opposait Français et Britanniques dans cette ville. Or, il se trouvait en prison, arrêté, comme tous les Français résidant dans l'Empire ottoman, dès le début de la campagne d'Égypte. Mais Fauvel, au service du comte Choiseul-Gouffier, avait aussi pour mission de soustraire des pierres pour enrichir la collection Choiseul-Gouffier.
Hunt avait obtenu le droit pour tous les Britanniques d'entrer sur l'Acropole. Le disdar l'autorisa aussi à utiliser le matériel (chariot et échafaudages) de Fauvel. Le plus important fut l'interprétation du firman que Hunt réussit à imposer. En effet, la différence entre « creuser et emmener » ou « emmener et creuser » semblait minime. Le disdar fit aussi une erreur. Il offrit à Elgin deux métopes, en récompense de la victoire du Caire. Ce fut la brèche par laquelle Hunt et Lusieri s'engouffrèrent.

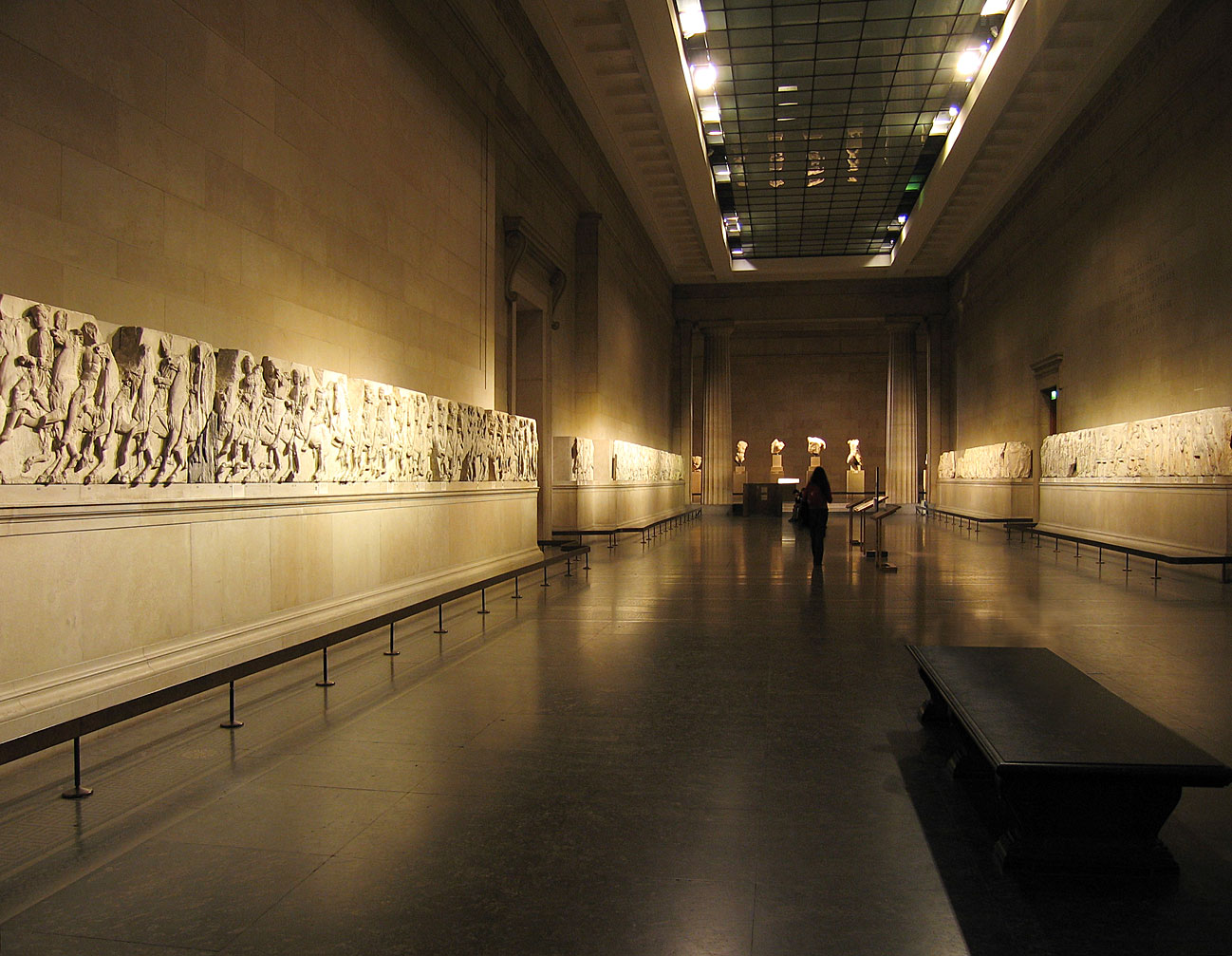
La frise du Parthénon au British Museum.

En dix mois, la moitié des sculptures furent coupées au ciseau et détachées, ainsi que sept métopes et vingt dalles de la frise, que l'on sciait en deux et dont on abandonnait le dos pour les alléger et les rendre plus transportables. Durant l'été et l'automne 1802, deux autres métopes et six dalles de la frise furent descendues de l'Acropole. En septembre 1802, Lusieri écrivit à Elgin : « J'ai le plaisir, My Lord, de vous annoncer que nous possédons maintenant la huitième métope, celle avec le Centaure portant la femme. Elle nous a causé beaucoup de problèmes et j'ai été obligé d'être un peu barbare. »
Tout ce travail se fit grâce au firman et aussi grâce à un envoi continu de cadeaux divers à l'administration turque, afin de conserver sa bienveillance. Mais, en 1803, le nouvel ambassadeur à Constantinople, remplaçant Elgin, refusa de demander le renouvellement du firman, et il écrivit au consul britannique à Athènes, Logotheti, que l'on ne devait plus prendre aucune statue ou colonne sur les monuments. En 1805, le voïvode d'Athènes interdit toute fouille en Attique. Mais le mal était fait. Trois ans après le départ d'Elgin et le voyage de nombreux bateaux, il restait encore quarante caisses de marbres au port du Pirée.
Depuis 1816, ces pièces se trouvent au British Museum qui, après une enquête du Parlement, les avait achetées à Lord Elgin. Entre 1834 et 1842, la diplomatie grecque, à la demande d'Othon, roi de Grèce, essaya de racheter tout ou une partie des marbres. Dans un premier temps, le roi se proposa de financer le rachat de tous les marbres et essaya d'obtenir une estimation de la valeur des œuvres sur le marché de l'art. Ensuite, la Grèce proposa un échange : des éléments du temple d'Athéna Niké (également emportés par l'équipe d'Elgin) contre des antiquités grecques « d'importance moindre ». Les négociations n'aboutirent pas.
La Grèce en réclame la restitution, considérant que la traduction italienne du firman n'est pas fiable et que le vol s'est effectué sous l'occupation ottomane, mais le Royaume-Uni ne veut pas en entendre parler. Le musée du Louvre possède aussi trois fragments, la plupart des restes étant conservés au musée de l'Acropole, à Athènes. Avec l'annonce du Brexit, le gouvernement grec s'est tourné vers la Commission européenne pour solliciter le rapatriement de ces sculptures historiques, une demande qui a été refusée en novembre 2017,.

## Controverse juridique
Le gouvernement grec exige la restitution des marbres en invoquant deux arguments :
1. l'imprécision du firman ottoman qui n'autorisait pas explicitement Lord Elgin à emporter les marbres ;
2. le droit inaliénable du gouvernement grec de récupérer ces marbres, élément essentiel de son patrimoine historique, cédé par une autorité qui ne représentait pas le peuple grec.

Ce à quoi le gouvernement britannique répond que l'acquisition des marbres s'est faite selon les règles de droit en vigueur à l'époque : 
1. c'est-à-dire un premier firman émis en 1803, même si celles-ci manquaient de précision, comme cela était souvent le cas s'agissant de règles de droit non occidentales ;
2. un deuxième firman, émis en 1809, déjà plus précis, demandant à Giovanni Battista Lusieri, peintre italien attaché au service de Lord Elgin, d'emporter les caisses contenant les marbres.

Le gouvernement britannique s'attache à cette position pour éviter d'ouvrir une boîte de Pandore qui provoquerait une cascade de demandes de restitution pour d'autres antiquités, elles aussi acquises dans des conditions contestables, en vertu du principe de non-rétroactivité des lois.
Plusieurs célébrités telles que l'acteur britannique Stephen Fry, se sont déclarées en faveur du retour des marbres à Athènes, ainsi que des intellectuels comme Christopher Hitchens et Catharine Titi,.